# 896

## Evenimente
- Așezarea ungurilor în Câmpia Panoniei.

## Nașteri
- Al-Masudi, istoric, geograf și călător arab (d. 956)

- Zoltán (Zulta), prinț maghiar (d. ?)

## Decese
- Anselm al II-lea de Milano, arhiepiscop de Milano din 882 (n. ?)

- Walfred de Friuli, conte de Verona, iar apoi margraf de Friuli (n. ?)